# Ichida Sōichi
Ichida Sōichi (jap. 市田 左右一; * 30. Dezember 1910 in der Präfektur Tokio; † 30. Juni 1986) war ein bedeutender japanischer Philatelist.

## Leben
Sein Vater hatte eine sehr große Briefmarkensammlung und hatte die erste Offset-Druckei in Japan. Er absolvierte ein Studium im Bereich Metallurgie, das er mit dem Doktortitel beendete. Während seines Studiums nahm er als Fußballspieler an den Olympischen Sommerspielen 1936 teil. Später war er Präsident einer japanischen Stahlfirma.
Erst relativ spät, um 1950, entstand sein eigenes Interesse in Philatelie und er schrieb wegweisende Bücher in dem Bereich. Er hatte wahrscheinlich die bedeutendste Sammlung japanischer Marken in dieser Zeit. National, als auch international, bekleidete er philatelistische Spitzenfunktionen.

## Auszeichnungen
- 1966 Crawford-Medaille
- 1971 Roll of Distinguished Philatelists
- 1972 Lichtenstein Award
- 1981 Lindenberg-Medaille
- 1984 Luff Award
- 1987 American Philatelic Society Hall of Fame